# Stornoway (gruppo musicale)
Gli Stornoway sono un gruppo indie folk inglese originario di Oxford.

## Storia
La band nasce a metà degli anni 2000 da quattro studenti di Oxford. Fecero le loro prime pubblicazioni, tra cui Good Fish Guide, una canzone in cui sono elencate specie minacciate di pesci. Il ricavato è andato alla Marine Conservation Society.
Il gruppo si è rinominato Stornoway dall'isola scozzese di Stornoway, nel 2009. 
Nel 2010, sono stati presenti al Festival di Glastonbury. Il loro album di debutto ha raggiunto la posizione numero 14 delle classifiche. Con la canzone Zorbing dal loro primo EP sono entrati nella UK Top 75.

## Formazione
- Brian Briggs, voce, chitarra
- Jonathan Ouin, tastiera
- Ollie Steadman, basso
- Rob Steadman, batteria

## Discografia

### Album studio
- Beachcomber's Windowsill (2010)
- Tales from Terra Firma (2013)
- Bonxie (2015)

### Singoli
- Stornoway EP
- The Good Fish Guide (2007)
- Unfaithful (2009)
- I Saw You Blink (2010)
- Zorbing (2010)